# Leptogenys falcigera
Leptogenys falcigera är en myrart som beskrevs av Julius Roger 1861. Leptogenys falcigera ingår i släktet Leptogenys och familjen myror. Inga underarter finns listade i Catalogue of Life.

## Bildgalleri

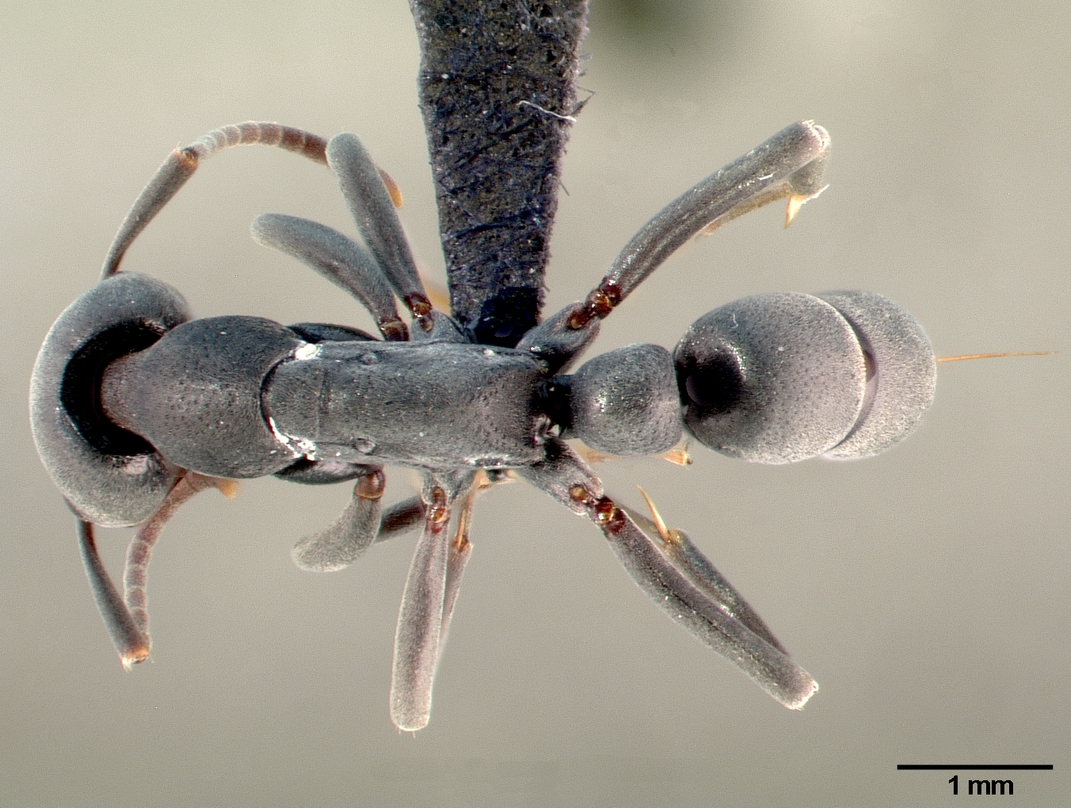
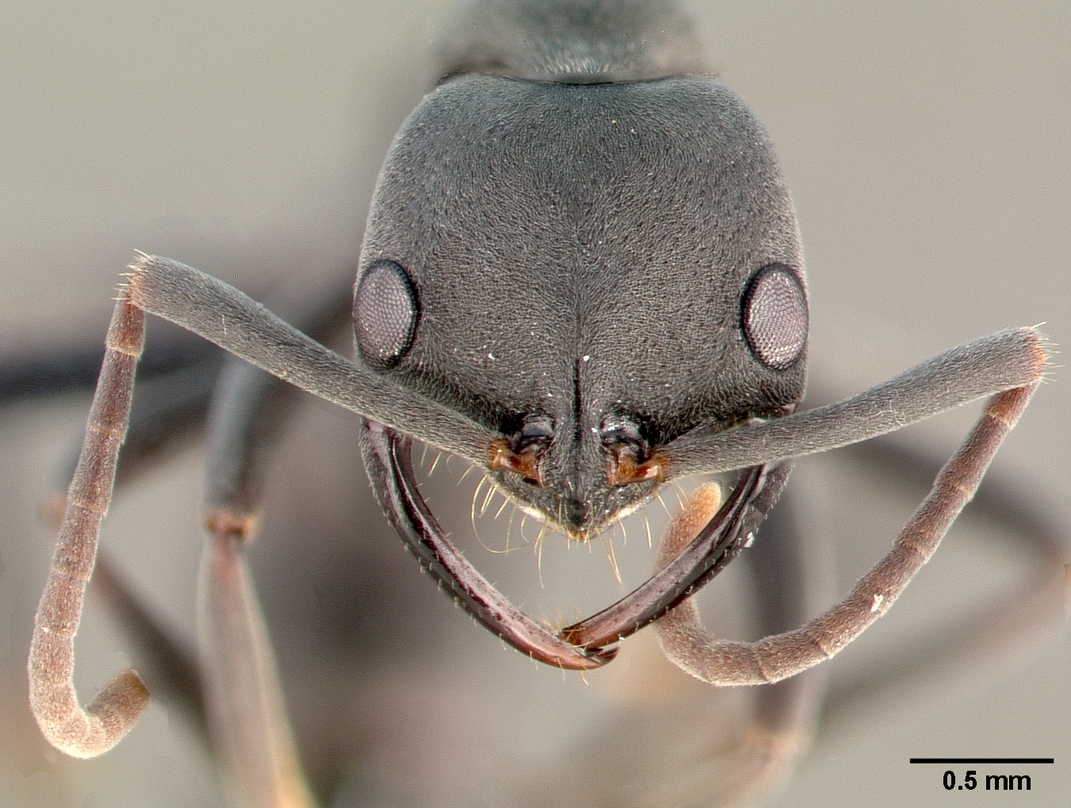
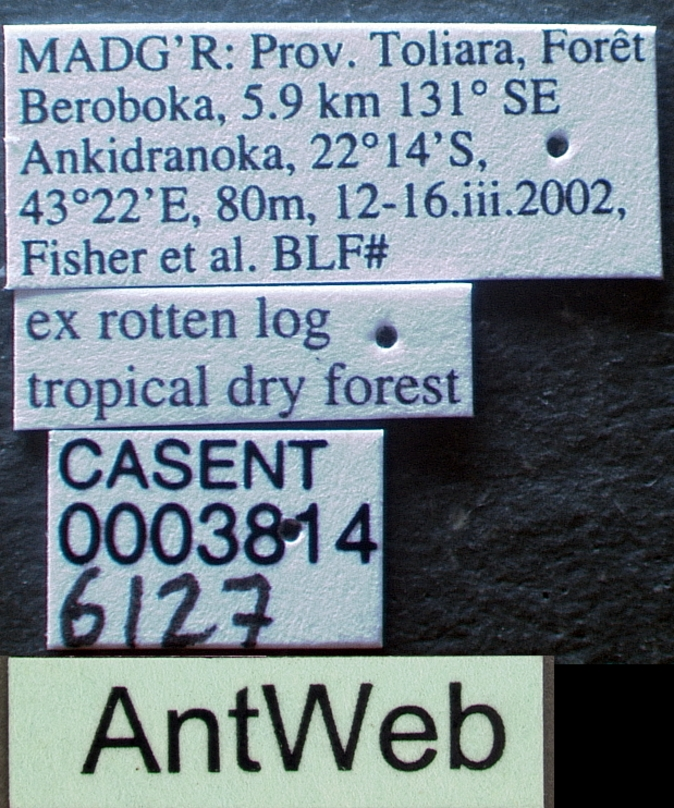
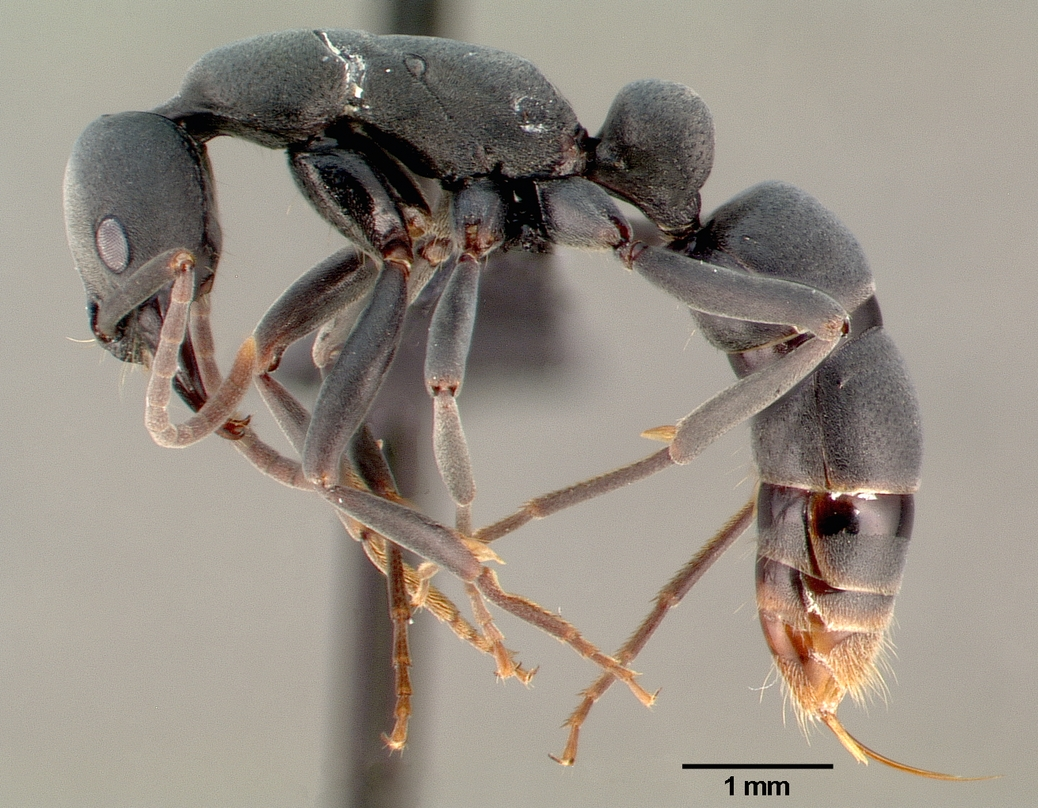
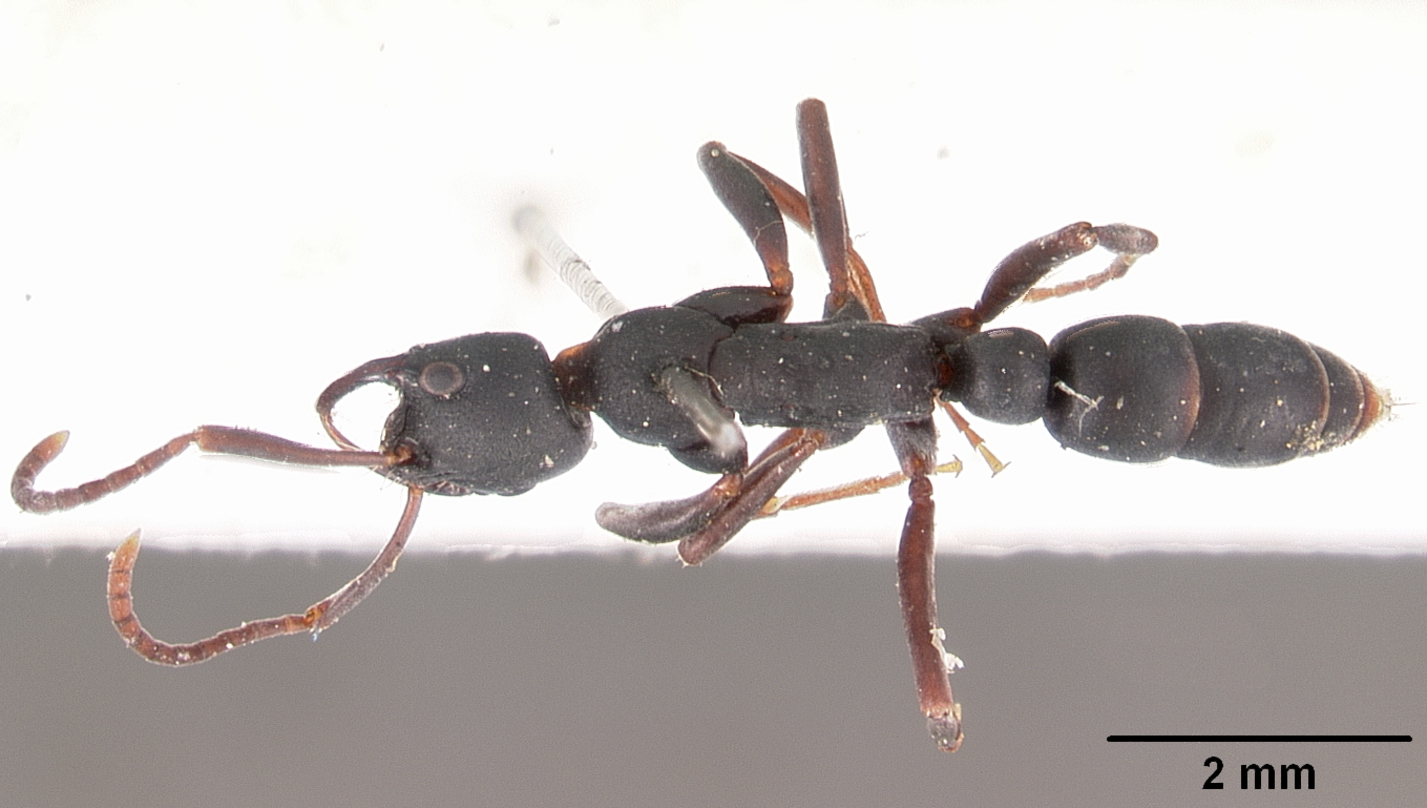
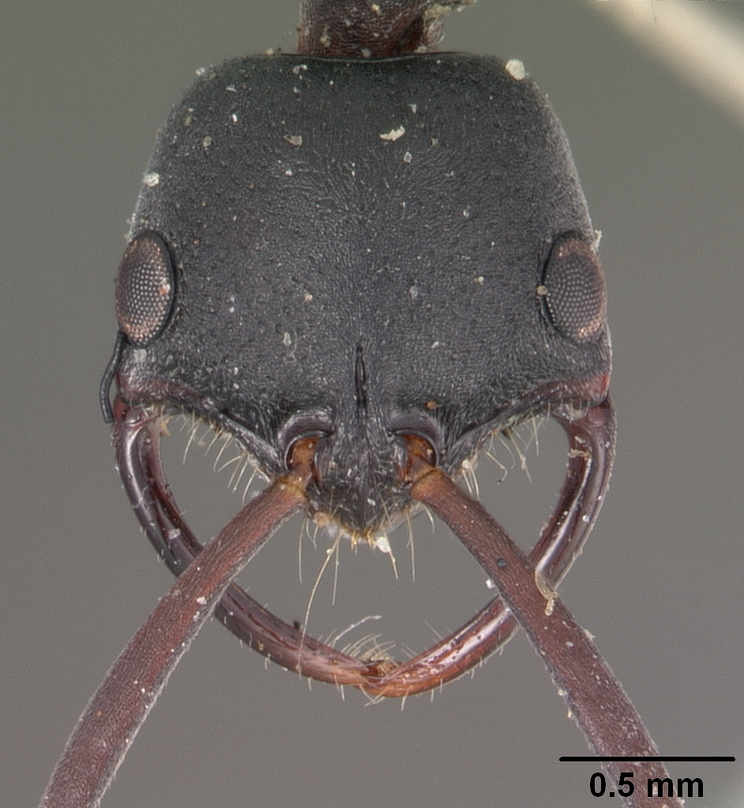